# Никотин
Никоти́н (от лат. Nicotiána — табак) — высокотоксичный алкалоид пиридинового ряда, содержащийся в растениях семейства паслёновых (Solanaceae), преимущественно в листьях и стеблях табака (концентрация в сухом от 0,3 до 5 % по массе), махорки (2—14 %), в меньших количествах — в томатах, картофеле, баклажанах, зелёном перце. Никотиновые алкалоиды (анабазин и др.) также присутствуют в листьях коки. Биосинтез никотина происходит в корнях, а его накопление — в листьях. Никотин является токсичным для некоторых насекомых; вследствие этого никотин раньше широко использовался как инсектицид, а в настоящее время в том же качестве продолжают использоваться синтетические аналоги никотина — так называемые неоникотиноиды. Ввиду инсектицидных свойств никотина мелко измельчённый табачный лист (табачную пыль) и сейчас широко применяют как инсектицид. Является стимулятором центральной нервной системы человека.
Никотин вызывает сильное привыкание при регулярном употреблении.
Физиология и биомеханизм воздействия на организм никотина связаны с его взаимодействием с Н-холинорецепторами содержащих их холинергических нервных синапсов и, как следствие, возбуждением некоторых отделов парасимпатической нервной системы (эффекты зависят от дозы: в малых дозах стимулирует рецепторы синапса, связываясь с ними, к примеру, у курильщиков повышается частота и сила сердечных сокращений (сердцебиений), усиляется слюноотделение и перистальтика кишечника и т. д.; в больших дозах, наоборот, конкурентно блокирует рецепторы к воздействию ацетилхолина). Смертельная разовая доза при остром отравлении для человека — 0,5—1 г (в одной сигарете, в зависимости от марки и типа, обычно содержится 0,1—1,0 мг никотина без учёта его потери при сгорании во время курения).
На 2014 год имеются данные исследований о способствовании никотина к появлению риска некоторых видов злокачественных опухолей, которые по состоянию на 2015 год выявлены только при опытах in vitro и не подтверждены клиническими исследованиями на живых организмах.
Приём никотина внутрь, курение связывают с сердечно-сосудистыми заболеваниями, возникновением врожденных дефектов и отравлениями.
При курении табака женщинами во время беременности есть риск для будущего ребёнка в его последующей жизни заболеть диабетом 2-го типа, ожирением, гипертонией, получить различные нейроповеденческие дефекты, дыхательную дисфункцию и бесплодие.

## История и название
Наименование «никотин» происходит от латинского названия табака Nicotiana tabacum, которое, в свою очередь, придумано в честь Жана Нико — посла Франции при португальском дворе, который в 1560 году отправил немного табака королеве Екатерине Медичи, порекомендовав его как средство от мигрени.
Никотин был издавна известен в неочищенном виде. Первое упоминание о «масле табака» принадлежит французскому алхимику Жаку Гоори, последователю Парацельса, старательно искавшему возможность изучить растения, привезённые из Америки. В его работе «Instruction sur l’herbe petum» (1572) находится первое описание перегонки листьев табака. «Масло табака», упоминаемое в источниках XVII и XVIII века как наружное средство для лечения болезней кожи, в то время получали именно таким способом. Детальное описание получения никотина из листьев табака обнаружено в книге «Traité de la chymie» (1660) другого французского химика Николя Лефевра. В качестве иллюстрации принципа разделения веществ и из-за медицинской значимости он детально описывает процесс, являющийся по существу перегонкой с водяным паром. В результате этого процесса испаряющаяся вода уносит с паром никотин и в колбе-приёмнике образуется два слоя, водный и органический. Органический слой отделяли, очищали и использовали для борьбы с астмой, воспалением селезёнки и эпилепсией.
В 1809 году французский химик-аналитик Луи Николя Воклен опубликовал работу, посвящённую тщательному анализу виргинского табака. В рамках этой работы Воклен смог выделить достаточно чистый образец никотина, а также выделил яблочную кислоту, с которой никотин связан в табаке. Несмотря на отличную аналитическую работу, Воклена не считают первооткрывателем никотина, поскольку он не распознал в никотине алкалоид, а считал, что основные свойства вещества связаны с примесью аммиака, в то время как алкалоиды сами являются основаниями.
Никотин был открыт германскими химиками Кристианом Вильгельмом Посселтом и Карлом Людвигом Райманном. В 1828 году они представили работу, посвящённую активному началу табака, и выиграли ежегодный приз Гейдельбергского университета за лучшую работу. Исследование Посселта и Райманна было подвергнуто критике, поскольку многие химики отказывались верить, что алкалоид может быть жидкостью, однако специально созданная комиссия перепроверила и подтвердила полученные результаты.
В 1843 году Луи Мельсенсом была найдена эмпирическая формула никотина. Структура никотина широко обсуждалась в течение 80-х — начала 90-х годов XIX века, и в 1893 году она была установлена немецким химиком Адольфом Пиннером. Для подтверждения структуры требовался синтез данного вещества: он был реализован Аме Пикте в 1904 году. В серии статей Пикте опубликовал не только метод получения синтетического никотина, идентичного природному, но также и двух продуктов его окисления — никотирина и дигидроникотирина. Некоторые стадии синтеза протекали в очень жёстких условиях, что могло дать повод усомниться в ценности синтеза Пикте как метода подтверждения структуры. Тем не менее, более поздний синтез (1928), проведённый в мягких условиях, подтвердил правильность установленной формулы.
Первый синтез оптически активного (S)-никотина был проведён в 1982 году. Исходным материалом служил оптически активный замещённый пирролидин, а пиридиновый цикл создавался в ходе синтеза.

### Никотин в деле Бокарме
С никотином связано нашумевшее дело об отравлении в Бельгии в 1850 году, когда граф Бокарме был обвинён в отравлении брата жены. В качестве консультанта выступил бельгийский химик Жан Серве Стас, который в ходе трудного анализа не только установил, что отравление было произведено никотином, но также разработал метод обнаружения алкалоидов, который с небольшими модификациями и сегодня применяется в аналитической химии.
В расследование также был вовлечён французский химик Матьё Орфила, который, услышав о деле и проведя токсикологические эксперименты на животных, пришёл к методу определения алкалоидов, похожему на метод Стаса. Более того, в промежутке между окончанием расследования и судом Орфила опубликовал свои результаты, в то время как Стас, являясь экспертом по делу, вынужден был молчать. Бельгийская пресса обвинила Орфилу в мошенничестве, но Стас в своих публикациях всё же отдал Орфиле должное, тем не менее указав, что первооткрывателем является он сам.

## Физические и химические свойства

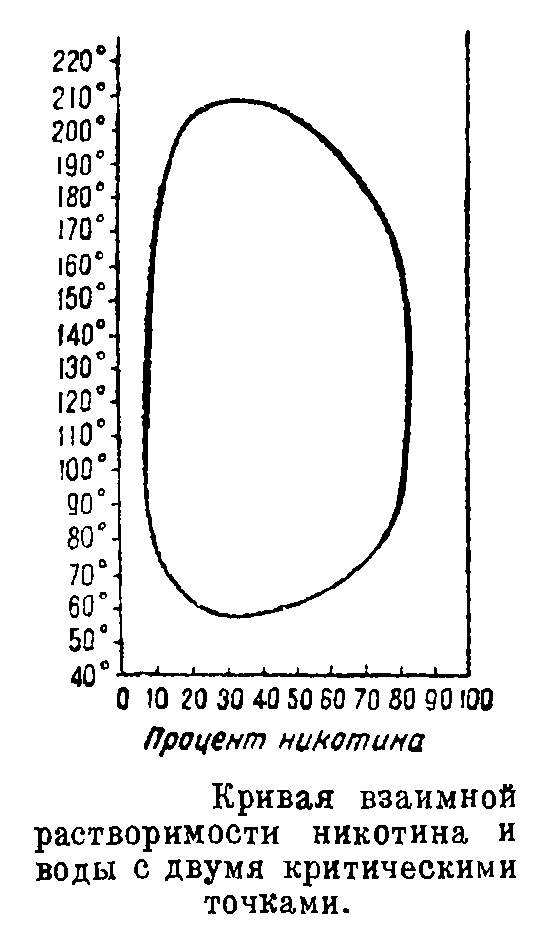
Кривая взаимной растворимости никотина и воды с двумя критическими точками: нижней при 60 °С и верхней при 210 °С. На оси абсцисс указана массовая доля никотина

Никотин представляет собой гигроскопичную маслянистую жидкость с горьким вкусом, легко смешивается с водой (при температурах ниже 60 °С и выше 210 °С) в основной форме.
Никотин легко растворяется в органических растворителях и в воде. Водные растворы с концентрациями от 7,89 до 82 % мутнеют при температурах от 89 до 215 °C, при этих температурах у них меняются показатель преломления и удельного вращения. Растворы с концентрациями ниже 7,89 % и выше 82 % однородны независимо от температуры.
Чистый никотин вращает плоскость поляризации света влево, (α)D=169.
Плотность никотина 1,009 г/см3.
Молекула никотина состоит из пиридинового и пирролидинового циклов. Пирролидиновый цикл принимает конформацию «конверт» с транс-расположением пиридинового цикла и N-метильной группы.
Являясь основанием (pKb (пирролидин) = 8,02, pKb (пиридин) = 3,12), никотин при реакции с кислотами образует соли (обычно, твёрдые и водорастворимые). Сорбция никотина через биологические мембраны зависит от pH и для слизистых оболочек ускоряется при высоких значениях pH, когда молекула никотина не имеет заряда. При физиологических значениях pH никотин протонирован на 69 %. Никотин малополярен и хорошо растворим в средах с низкой полярностью, поэтому он хорошо всасывается через кожу и проникает в ткани мозга через гемато-энцефалический барьер.
Никотин легко окисляется до физиологически важной и активной в организме теплокровных животных никотиновой кислоты — витамина PP, при этом пирролидиновый цикл заменяется карбоксильной группой. Также под действием разных окислителей и ультрафиолетового излучения никотин окисляется до метиламина и окиси никотина.

## Фармакология

### Фармакокинетика
Как только никотин попадает в организм, он быстро распространяется по крови и может преодолевать гематоэнцефалический барьер. В среднем достаточно 7 секунд после вдыхания табачного дыма, чтобы никотин достиг мозга. Период полувыведения никотина из организма составляет около двух часов. Никотин, вдыхаемый с табачным дымом при курении, составляет малую долю никотина, содержащегося в табачных листьях (бо́льшая часть вещества сгорает). Количество никотина, абсорбируемого организмом при курении, зависит от множества факторов, включая вид табака, от того, вдыхается ли весь дым и используется ли фильтр. В случае с жевательным  и нюхательным табаком, которые помещаются в рот и жуются или вдыхаются через нос, количество никотина, попадающего в организм, гораздо больше, чем при курении табака. Никотин метаболизируется в печени с помощью фермента цитохрома P450 (в основном, CYP2A6, а также CYP2B6). Основной метаболит — котинин.

### Фармакодинамика

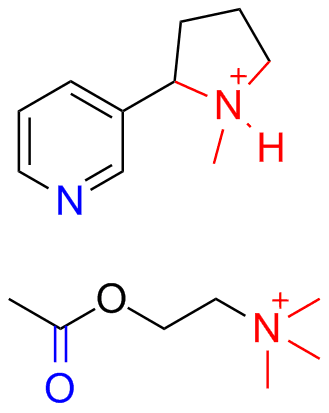
Молекулы протонированного никотина и ацетилхолина

Никотин действует на никотиновые ацетилхолиновые рецепторы: протонированный атом азота пирролидинового цикла в никотине имитирует четвертичный атом азота в ацетилхолине, а атом азота пиридина имеет характер основания Льюиса, как и кислород кетогруппы ацетилхолина. В низких концентрациях он увеличивает активность этих рецепторов, что, среди прочего, ведёт к увеличению количества стимулирующего гормона адреналина (эпинефрина). Выброс адреналина приводит к ускорению сердцебиения, увеличению кровяного давления и учащению дыхания, а также к бо́льшему уровню глюкозы в крови.
Симпатическая нервная система, действуя через чревные нервы на мозговое вещество надпочечника, стимулирует выброс адреналина. Ацетилхолин, вырабатываемый преганглионарными симпатическими волокнами этих нервов, действует на никотиновые ацетилхолиновые рецепторы, вызывая деполяризацию клеток и приток кальция через потенциалозависимые кальциевые каналы. Кальций запускает экзоцитоз хромаффинных гранул, тем самым способствуя выбросу адреналина (и норадреналина) в кровь.
Котинин — это побочный продукт усвоения никотина, который остаётся в крови до 48 часов и может быть использован как индикатор того, подвержен ли человек курению или другим способам употребления никотина. В высоких дозах никотин приводит к блокированию никотинового ацетилхолинового рецептора, что является причиной токсичности никотина и его эффективности в качестве инсектицида.
Кроме всего прочего, никотин увеличивает уровень дофамина в путях центров удовольствия в мозге. Было выявлено, что курение табака подавляет моноаминоксидазу — фермент, отвечающий за расщепление моноаминных нейромедиаторов (например, дофамина) в мозге. Считается, что сам никотин не подавляет выработку моноаминоксидазы, за это отвечают другие компоненты табачного дыма. Повышенное содержание дофамина возбуждает центры удовольствия мозга, эти же центры мозга отвечают за «болевой порог организма» поэтому, вопрос о том, получает ли курящий человек удовольствие, остаётся открытым.
Несмотря на сильную токсичность, при употреблении в малых дозах (напр. при табакокурении) никотин действует как психостимулятор. Никотиновое воздействие на настроение различно. Вызывая выброс глюкозы из печени и адреналина (эпинефрина) из мозгового вещества надпочечника, он вызывает возбуждение. С субъективной точки зрения это проявляется ощущениями расслабленности, спокойствия и живости, а также умеренно-эйфорическим состоянием.
Употребление никотина приводит к снижению массы тела, уменьшая аппетит в результате стимуляции им ПОМК-нейронов и увеличения уровня глюкозы в крови (глюкоза, воздействуя на центры насыщения и голода в гипоталамусе головного мозга, притупляет чувство голода).

### Метаболизм
Никотин в основном метаболизируется в печени окислением и N-деметилированием. При этом протекает разрыв пирролидинового цикла и N-метилирование пиридинового цикла, а окисление никотина ведёт к котинину. Эти метаболиты из организма выводятся с мочой.

## Никотиновая зависимость
Никотин вызывает привыкание и является токсическим веществом, у содержащегося в табаке никотина аддиктогенный потенциал выше, чем у героина. Вероятность развития зависимости после однократного курения табака составляет 32 % (у следующего по аддиктивности героина — 23 %).
По оценкам американских специалистов, содержащую никотин продукцию курят около 20 % населения США, при этом больше половины сигарет выкуривают люди с психическими расстройствами, из них от 60 до 80 % — люди с диагностироваными СДВГ, шизофренией и БАР.

## Применение

### Использование в медицине
Исторически никотин часто использовался в медицинских целях. В настоящее время также разрабатывается использование никотина для лечения различных заболеваний. Наиболее распространённым направлением является доставка никотина в организм альтернативными путями для лечения никотиновой зависимости. Исследуется возможность применения никотина и в других областях, например, в качестве болеутоляющего, средства от синдрома дефицита внимания, болезни Альцгеймера, болезни Паркинсона, колита, герпеса, туберкулёза и шизофрении. В 2020 году французскими учёными была предпринята попытка доказать профилактическую и терапевтическую роль никотина по отношению к COVID-19.

### Использование в качестве инсектицида
В начале XX века никотин был основным инсектицидом, применяемым для защиты растений. Для этих целей использовали никотин в виде чистого вещества, его сульфат, табачную пыль, причём наибольшей активностью обладало чистое вещество, которое также токсично для млекопитающих. Причина инсектицидного действия никотина та же, что и причина токсичности: при высоких дозах он блокирует никотиновые ацетилхолиновые рецепторы. Позже на смену никотину пришли его синтетические аналоги: имидаклоприд, ацетамиприд и другие.
В качестве агротоксина в сельском хозяйстве использовались сульфат никотина, табачная пыль, дым, отвар, экстракт, а также индокуст — смесь никотинсульфата с свежегашёной известью или мышьяковокислым кальцием.

## Токсичность
Никотин чрезвычайно токсичен для холоднокровных животных. Действует как нейротоксин, вызывая паралич нервной системы (остановка дыхания, прекращение сердечной деятельности, летальный исход).
Токсичен в высоких дозах и для теплокровных животных. Средняя летальная доза для человека — 6,5—13 мг/кг орально, для крыс — 140 мг/кг через кожу, для мышей — 0,8 мг/кг внутривенно и 5,9 мг/кг при внутрибрюшинном введении.
Многократное употребление никотина посредством курения вызывает физическую и психическую зависимости. Длительное употребление в виде сигарет может вызвать такие заболевания и дисфункции, как гипергликемия, артериальная гипертония, атеросклероз, тахикардия, аритмия, стенокардия, ишемическая болезнь сердца, сердечная недостаточность и инфаркт миокарда. В сочетании со смолами никотин способствует развитию онкологических заболеваний, в том числе рака лёгких, языка, гортани. Способствует развитию гингивита и стоматита.
Существуют исследования, доказывающие выраженный ноотропный эффект никотина за счёт высвобождения ацетилхолина.

## Никотин и психические расстройства
У пациентов с психическими расстройствами отмечается повышенное пристрастие к курению. Большое количество исследований по всему миру утверждает, что больные шизофренией более склонны к курению (20 разных стран исследовали в общей сложности 7593 пациентов с шизофренией, из них 62 % были курильщиками). На 2006 год в США 80 % или более людей с шизофренией курят, по сравнению с 20 % общего населения (по данным NCI). Существует ряд гипотез относительно причин этого пристрастия, объясняющих его как стремлением противостоять симптомам расстройства, так и стремлением противостоять негативному действию антипсихотиков. По одной из гипотез, никотин сам нарушает психику.
По данным одного исследования, инъекции никотина мышам снижают концентрацию ДНК-метилирующего фермента DNMT1 и повышают экспрессию ГАМК-производящего фермента GAD67 в префронтальной коре грызунов. В нём выдвигается предположение, что пристрастие к сигаретам у пациентов можно отчасти объяснить способностью никотина устранять негативное эпигенетическое воздействие повышенного уровня DNMT1. Однако не ясно, приводят ли расстройства психики к дисбалансу DNMT1 и GAD67, требующему коррекции и принимаемые ими антипсихотики изменяют многие показатели, в том числе ГАМКергические.
По исследованию 2017 года, никотин устраняет гипофронтальность — недостаточный мозговой кровоток в префронтальной коре головного мозга, характерный для шизофрении, тем самым, по мнению исследователей, теоретически никотин может оказывать благоприятный терапевтический эффект на больных шизофренией. Исследуется новое лекарство — частичный агонист α7-никотинового ацетилхолинового рецептора — GTS-21 (DMBX-A).

## В литературе
- В романе «Трагедия в трёх актах» Агаты Кристи никотин используется в качестве яда для убийства.